# 베를린 카를본회퍼네르펜클리니크역
베를린 카를본회퍼네르펜클리니크역(Bahnhof Berlin Karl-Bonhoeffer-Nervenklinik)은 베를린 라이니켄도르프구의 라이니켄도르프에 위치한 철도역이다. 지상역에는 베를린 S반 S25 노선의 열차가 정차한다. 1893년 개업 당시에는 달도르프(크레멘선)(Dalldorf (Kremmener Bahn))역으로 개업했으며, 이후 비테나우(크레멘선)(Wittenau (Kremmener Bahn))역으로 개명되었다. 지상역은 비테나우 구역이 아닌 라이니켄도르프 구역에 위치해 있다. 1984년부터 1995년까지는 열차 영업이 중단되었고, 이 시기에 개통된 U8의 정차역의 이름을 따라서 현재의 역명으로 개칭되었다. 도시 철도역과 S반역은 약 300 m 떨어져 있으며, 도시 철도역은 비테나우 구역 내에 위치해 있다. S반역의 승강장, 대합실, 상가 건물은 건축 유산으로 지정되어 있다.

## S반

### 위치와 이름
라이니켄도르프구의 라이니켄도르프 지역 북쪽에 위치해 있으며, 크레멘선이 동서 방향으로 진행하는 구간 내에 위치해 있다. 철도 노선을 따라서 라이니켄도르프와 비테나우의 경계가 나뉘며, 비테나우 구역의 역사적 중심지는 이 역에서 1.5 km 정도 북쪽으로 떨어져 있다.
S반 역사의 북쪽으로 과거의 정신병원 부지가 펼쳐져 있다. 역 출입구에서 동쪽으로 약 200 m 떨어진 지점에서 올렌하우어슈트라세(Ollenhauerstraße)를 지상으로 건너가며, 철도 노선의 북쪽으로는 오라니엔부르거 슈트라세(Oranienburger Straße)로 이름이 변경된다. 도시 철도역은 철도 노선의 북쪽에 위치해 있다.
역 개업 당시에는 달도르프(크레멘선)(Dalldorf (Cremmener Bahn))역이었으며, 크레멘의 이름 변경으로 인하여 Dalldorf (Kremmener Bahn)이 되었다. 1877년에 먼저 개통했던 베를린 북부선의 당시 달도르프역과 구분하기 위해서 부역명이 붙어 있었다. 1906년 1월 1일 달도르프가 비테나우로 개명되면서 비테나우(크레멘선)(Wittenau (Kremmener Bahn))역이 되었으며, 북부선의 역 역시 개명되었다. 역이 일시 폐쇄되었던 1994년에 행정적으로는 카를본회퍼네르펜클리니크역(Karl-Bonhoeffer-Nervenklinik)으로 개명되었다. DB Netz의 정식 역 명칭은 베를린 카를본회퍼네르펜클리니크역이다.

### 역사
1877년 달도르프에 베를린 북부선이 개통되었다. 당시 달도르프에 있었던 정신병원 때문에 1890년대 초에 건설된 크레멘선도 달도르프 정신병원(이후 카를 본회퍼 정신병원) 근처에 정차역을 건설했다. 역 출입구가 선로 기준 정신병원과 반대쪽으로 건설되었는데, 프로이센 왕립 철도국에서는 선로 남부 지역에만 택지 개발이 가능한 공간이 있었고, 선로 북부 지역에는 당시 정신병원에 석탄을 공급하는 시설이 있었다는 이유를 제시했다.
크레멘선 철도의 쇤홀츠-펠텐 구간이 개통된 1893년 10월 1일에 영업을 시작했다. 1905년에는 프로이센 국유철도에서 새로운 고가 섬식 승강장을 건설했다. 베를린 근교선이 전철화되면서 1927년부터는 크레멘선의 S반 전동차가 이 역을 경유하여 펠텐까지 운행했다.
1945년 4월 말 독일국영철도에서 S반 영업을 중단했다가 6월에 증기 기관차 견인 열차로 복구했다. 1945년 7월 19일 전동차 운행이 복구되었다. S반 선로의 복선 선로 중 한 쪽은 전쟁 배상으로 철거되었고, 이 역 구내 선로도 복선에서 단선으로 축소되었다.
베를린 장벽 건설 이후 S반이 펠텐이나 헤니히스도르프로 운행하지 못하게 되었고 하일리겐제에서 종착했다. 1980년 S반 파업 이후에도 서베를린 내에서 운영되었던 S반 노선이었으나, 1984년 서베를린 BVG가 영업권을 양도받으면서 S반 영업을 중단했다.
1995년 5월 28일 쇤홀츠-테겔 간 S반 운행이 다시 시작되었다. 크레멘선은 계속 단선으로 운행되기 때문에 배차 간격은 20분이다.

### 계획
영업이 재개된 1990년대 말부터 테겔까지의 배차 간격을 10분으로 단축할 수 있도록 크레멘선의 일부 구간 복선화 계획이 제시되었다. 이를 위해서 올렌하우어슈트라세와 좀 더 가까운 쪽으로 역을 이설하여 도시철도, 버스 승강장, 근처의 주택 지구와 더 가깝게 하려는 계획이 있었다. 계획안대로의 개증축 공사가 언제 실현될 것인지는 알려져 있지 않다.
2013년에는 2015년/2016년 완공 예정으로 엘리베이터를 설치할 계획이 있었으나 2023년 현재까지 설치되지 않았다.

### 시설
대합실은 지상에 설치되어 있으며, 1902년에 완공되었다. 쇤홀츠역 대합실의 초기 설계와 유사한 디자인으로 지어졌다. 대합실은 단층 규모이며 교외 지역 역사 형태로 지어졌다. 역사 외부에는 과거의 이름이었던 비테나우(크레멘선)(Wittenau (Kremm. B.))이 걸려 있다. 2010년대 초반까지는 휴게 음식점으로 사용되었고 그 이후에는 비어 있다. 대합실 서쪽으로는 작은 상가 건물이 있으며, 1909년에 건설되었다.
승강장은 지상 1층에 위치해 있다. 승강장 남쪽만 대합실로 이어져 있다. 1945년 이후 남쪽 선로가 철거되어 북쪽 선로만 있는 단선 승강장이다. 북쪽 S반 선로 위로는 열차선이 지나가지만 정기 운행에는 사용되고 있지 않다. 2005년 폭풍 피해로 역 승강장의 천장이 철거되었으며, 철제 천장 지지대만 남아 있다. 천장 설계는 1891년 이후 반제선에 사용되었던 것과 유사하며, 크레멘선 연선의 역에서는 이 역이 유일하다.

## 도시 철도
U8의 도시 철도역은 1994년 9월 29일 파라첼수스바트역-비테나우역 연장 당시 개통했다. 1987년 착공 당시에는 1992년 완공 예정이었지만, 독일의 재통일 이후 폐쇄되었던 U반 정차역의 재개장을 위해서 공사가 연기되었다.
라이너 륌러가 역사를 설계했다. 역사 외벽과 기둥의 마감은 밝은 갈색을 기반으로 벽돌색 강조가 입혀졌다. 과거 정신병원 건물(현재의 병원 운영동)의 파사드 스타일과 색상에서 모티브를 얻었다. 역 중심부에 있는 중간층에서 여러 방향으로 출구가 갈라지며, 출구 중 한 곳은 병원 정문으로 향한다. 역 건설 당시부터 엘리베이터가 설치되어 있었다.

## 인접 정차역
베를린 버스 M21, X21, N8번과 환승할 수 있다.
| 베를린 S반                        | 베를린 S반 | 베를린 S반                              |
| --------------------------------- | ---------- | --------------------------------------- |
| 아이히보른담 헤니히스도르프 방면  | S25        | 알트라이니켄도르프 텔토 슈타트 방면     |
| 베를린 지하철                     |            |                                         |
| 린다우어 알레 헤르만슈트라세 방면 | U8         | 라트하우스 라이니켄도르프 비테나우 방면 |